# Australka

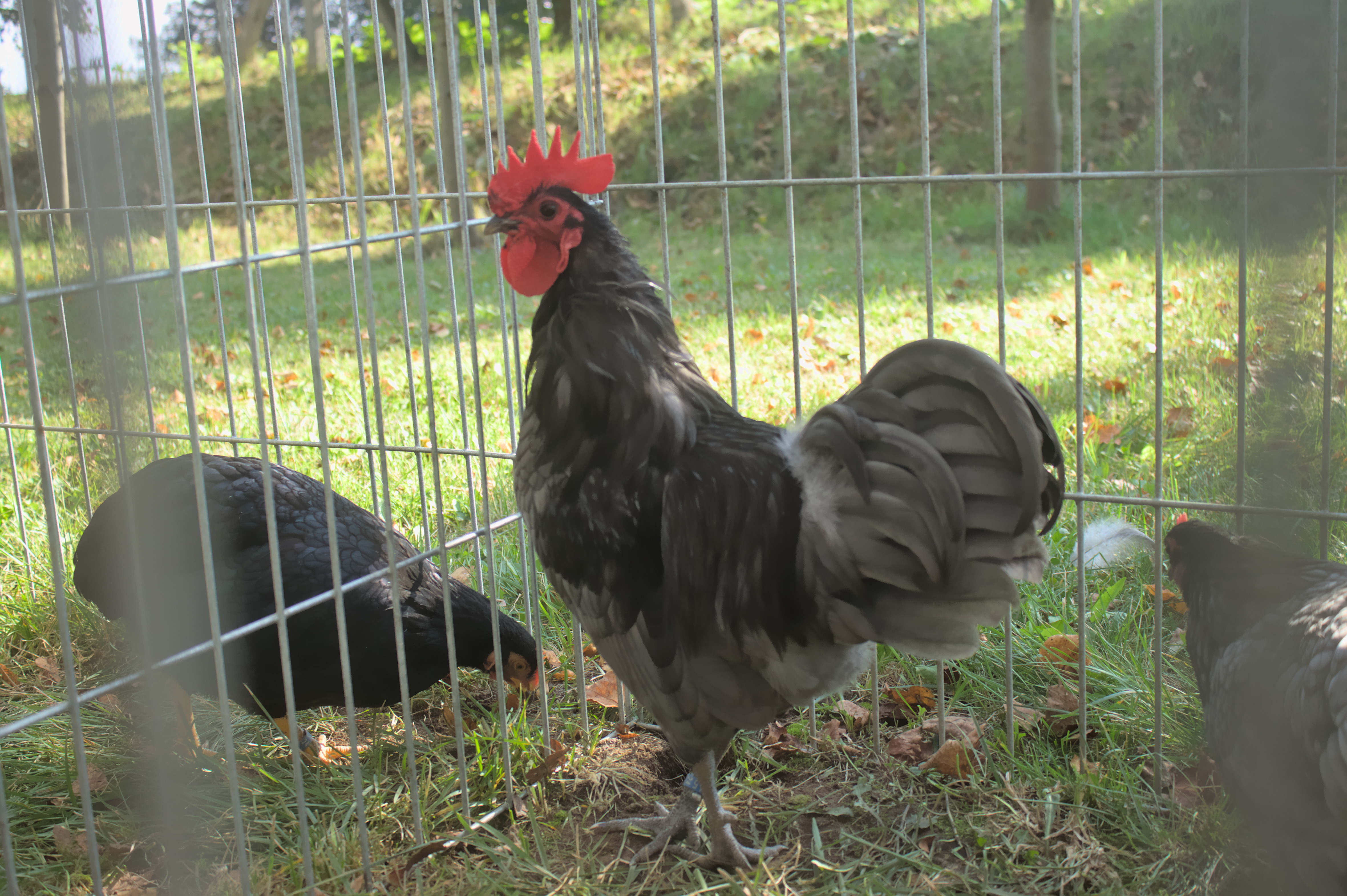
Australka v modré variantě.

Australka (anglicky Australorp) je název pro plemeno kura domácícho. 
Plemeno bylo (jak již název napovídá) vyšlechtěno v 20. letech 20. století v Austrálii. Je zapsáno v Australian Poultry Standards a jako jedno z více než sto plemen kura domácíoh ve standardu britském. Ve své době se staly populární ve světě především díky velkému množství snesených vajec, které překonávalo řadu rekordů ve světě. V letech 1922 až 1923 překonaly během jednoho roku do té doby platný rekord, a to i bez moderních technik chovu. Po druhé světové válce se chová i v Německu.
Nápadné je především díky namodralému černému peří. Existují ve třech variantách: celé černé (až na zobák, nohy a hřeben), bílé a namodralé. 
Plemeno je klasivikováno jako středně těžké, v hmotnosti 2,5 až 3 kilogramy na jedince. Existuje nicméně i v zmenšené variantě.
V Česku nejsou široce rozšířeným a mezi chovateli často chovaným plemenem.
Australky snáší v průměru přes 200 vajec ročně, každé váží okolo 60 gramů. Slepice nemají dobré schopnosti letu, jsou mírné a klidné a oddaně sedí na vejcích.